# Mircea Basarab

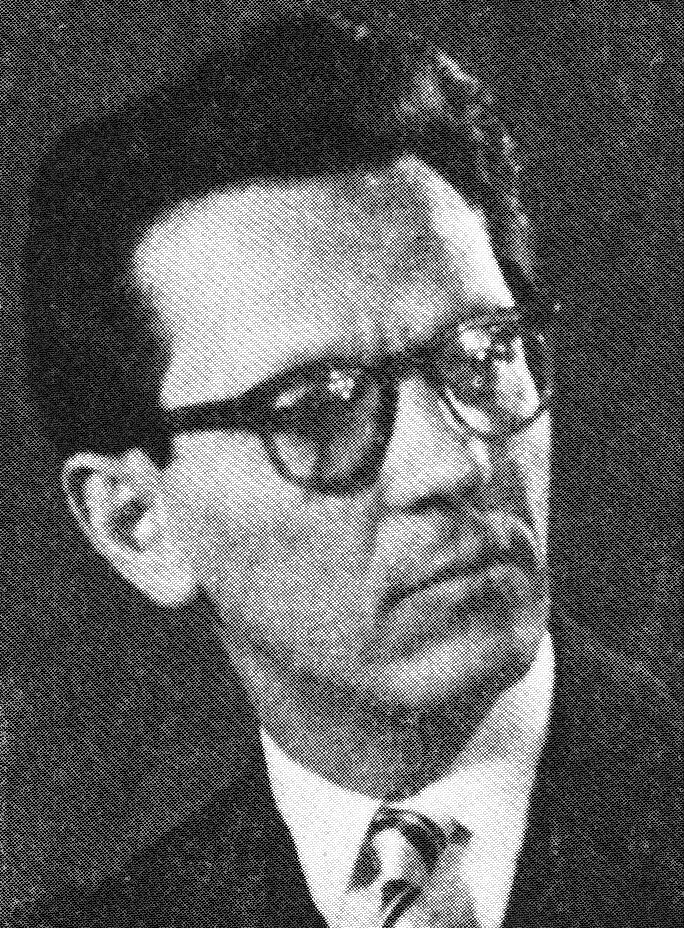
Mircea Basarab, um 1965

Mircea Basarab (* 4. Mai 1921 in Bukarest; † 29. Mai 1995 ebenda) war ein rumänischer Dirigent, Komponist und Hochschullehrer.

## Leben
Mircea Basarab studierte 1940–1948 an der Bukarester Musikakademie bei Mihail Jora (Harmonielehre, Kontrapunkt und Komposition), George Breazul (Musiktheorie und Solfège), Constantin Brăiloiu (Musikethnologie und Musikgeschichte), Ioan Dumtiru Chirescu, Vasile Popovici und Ion Ghiga. Parallel dazu schloss er 1945 eine Ausbildung an der Handelsakademie in Bukarest ab. 1951 wurde er Lehrer, später Dozent und schließlich außerordentlicher Professor an der nunmehr wieder in Konservatorium rückbenannten Akademie, wo er Instrumentation, Partiturlesen und Dirigieren unterrichtete. 1953 war er Dirigent des Ansamblul Consiliului Popular din București, im folgenden Jahr wurde er zum ständigen Dirigenten der Bukarester Philharmonie (seit 1955 Staatsphilharmonie „George Enescu“) ernannt. Diese Funktion hatte er bis zu seiner Pensionierung 1986 inne. Mit dem Orchester unternahm er Tourneen durch viele Länder der Welt, insbesondere in Westeuropa, zudem spielte er Werke des klassischen Repertoires und rumänischer Komponisten für Rundfunk und Schallplatte ein. Er war auch als Gastdirigent anderer Orchester, Juror bei Wettbewerben im In- und Ausland und musikpublizistisch tätig. Für seine Arbeit als Komponist, ausübender Künstler und Pädagoge erhielt Basarab eine Vielzahl an offiziellen Auszeichnungen durch den rumänischen Staat.

## Werke (Auswahl)

### Orchester
- Sinfonisches Triptychon (1949)
- Sinfonietta (1950)
- Rhapsodie (1954–1955)
- Sinfonische Variationen (1957)
- Divertissement für Streichorchester (1958–1959)

### Soloinstrument und Orchester
- Konzert für Violine und Orchester (1952)
- Konzert für Oboe und Streichorchester (1959–1960)

### Kammermusik
- Divertissement für Schlagzeug, Klarinette und Klavier (1955)

### Soloinstrument
- Nocturne und Scherzo für Klavier (1946)